# Ángel Toña
Ángel Toña Guenaga (Ondárroa, 1952) es un economista, profesor de Universidad de Deusto y político.

## Biografía
Estudió en la Facultad de Ciencias Económicas y Empresariales de la Universidad de Deusto. Entre 2001 y 2009 fue presidente de la Fundación Inversión y Ahorro Responsable. Desde 2001 fue administrador judicial en diversos procedimientos concursales.
En enero de 2015 la Audiencia de Vizcaya le condenó e inhabilitó durante 18 meses para ser administrador concursal por no seguir el orden en los pagos a acreedores, ignorando «las constantes resoluciones judiciales y requerimientos» que le obligaban a pagar a la Tesorería de la Seguridad Social. Días más tarde fue elegido consejero de Empleo y Políticas Sociales, sustituyendo a Juan María Aburto que dimitió de dicho cargo para presentarse a la alcaldía de Bilbao en las elecciones municipales de ese año.
Al ser elegido consejero, puso su destino en manos de la Comisión de Ética del Gobierno Vasco, sosteniendo que: "... es una "decisión en el ámbito de lo mercantil" y no una "sentencia penal", por lo que ha defendido que "no se puede hablar de condena". 
El 13 de febrero de 2015, el lendakari Urkullu ratifica su confianza y mantiene las razones que le llevaron a proponerle en el cargo de consejero, la confianza en su preparación y sus valores.
Tras abandonar el Gobierno Vasco el 26 de noviembre de 2016, retornó a sus actividades profesionales y docentes, siendo actualmente profesor de la Universidad de Deusto, cargo que viene ocupando desde 1978.
Participa activamente en medios de comunicación como articulista de opinión en El Correo con artículos publicados de manera habitual. También ha sido entrevistado en medios audiovisuales como EITB.